# 北京互联网法院
北京互联网法院，是中华人民共和国北京市的互联网法院。

## 沿革
在全世界第一个互联网法院杭州互联网法院运行满一年之际，2018年7月6日，中央全面深化改革委员会第三次会议审议通过《关于增设北京互联网法院、广州互联网法院的方案》，指出增设北京、广州互联网法院是司法适应互联网发展大趋势的重要举措，“要在总结推广杭州互联网法院试点经验基础上，回应社会司法需求，科学确定管辖范围，健全完善诉讼规则，构建统一诉讼平台，推动网络空间治理法治化。”
2018年7月19日，最高人民法院司法改革领导小组2018年第三次会议召开，审议通过《关于推进增设北京互联网法院、广州互联网法院工作的分工方案》。7月25日，最高人民法院贯彻落实全面深化司法体制改革推进会精神专题视频会议要求，总结推广杭州互联网法院试点经验，抓好北京、广州互联网法院设立工作。
2018年8月16日，北京市第十五届人大常委会召开第六次会议，任命张雯为北京互联网法院院长、审判委员会委员、审判员，任命李经纬、姜颖、佘贵清为北京互联网法院副院长、审判委员会委员、审判员，任命杜灵军等40人为北京互联网法院审判员。
2018年9月6日，最高人民法院印发《关于互联网法院审理案件若干问题的规定》，明确当事人对北京互联网法院作出的判决、裁定提起上诉的案件，由北京市第四中级人民法院审理；但互联网著作权权属纠纷和侵权纠纷、互联网域名纠纷的上诉案件，由北京知识产权法院审理。
2018年9月9日，北京互联网法院正式挂牌成立。

## 管辖
根据最高人民法院印发的《关于互联网法院审理案件若干问题的规定》，北京互联网法院集中管辖北京市辖区内基层人民法院有管辖权的下列涉互联网一审案件：
- （一）通过电子商务平台签订或者履行网络购物合同而产生的纠纷；
- （二）签订、履行行为均在互联网上完成的网络服务合同纠纷；
- （三） 签订、履行行为均在互联网上完成的金融借款合同纠纷、小额借款合同纠纷；
- （四）在互联网上首次发表作品的著作权或者邻接权权属纠纷；
- （五）在互联网上侵害在线发表或者传播作品的著作权或者邻接权而产生的纠纷；
- （六）互联网域名权属、侵权及合同纠纷；
- （七）在互联网上侵害他人人身权、财产权等民事权益而产生的纠纷；
- （八）通过电子商务平台购买的产品，因存在产品缺陷，侵害他人人身、财产权益而产生的产品责任纠纷；
- （九）检察机关提起的互联网公益诉讼案件；
- （十）因行政机关作出互联网信息服务管理、互联网商品交易及有关服务管理等行政行为而产生的行政纠纷；
- （十一）上级人民法院指定管辖的其他互联网民事、行政案件。

## 人员
该院共有员额法官38名，平均年龄40岁，研究生以上学历占比75.7%，法官从事审判工作时间平均10年。

## 历任领导
| 院长 - 张雯（2018年8月16日—） 副院长 - 李经纬（2018年8月16日—） - 姜颖（2018年8月16日—） - 佘贵清（2018年8月16日—） | 党组书记 - 张雯（2018年8月16日—） |

## 知名案例
2018年9月10日，北京微播视界科技有限公司（抖音短视频运营主体）起诉百度在线网络技术（北京）有限公司、北京百度网讯科技有限公司（伙拍小视频运营主体），称创作者“黑脸V”在抖音平台上发布的“5·12，我想对你说”短视频，在抖音平台发布后未取得抖音许可，擅自将涉案视频在“伙拍小视频”上传播并提供下载。为此抖音依法提起诉讼，要求二被告停止侵权，并赔偿原告经济损失100万元，及诉讼合理支出5万元。这是北京互联网法院成立以来受理的第一例案件。
2020年6月2日，北京互联网法院开庭审理吴某诉爱奇艺网络服务合同纠纷案。法院当庭宣判确认，爱奇艺公司的《爱奇艺VIP会员服务协议》部分无效；在吴某购买会员服务后更新的“付费超前点播”条款对吴某不发生效力；爱奇艺公司继续向吴某提供原有会员权益。